# Orycterocetus
Orycterocetus és un gènere extint de mamífers marins de la família dels fisetèrids, és a dir, parents propers del catxalot d'avui en dia.
El gènere fou descrit inicialment com a endemisme de la mar del Nord, però l'any 2004 es descobrí una mandíbula incompleta d'aquest gènere en sediments del Miocè del sud d'Itàlia, la primera troballa del gènere a la conca mediterrània. Es tractava d'una símfisi mandibular llarga i estreta, amb dents cilíndriques, una mica corba i sense esmalt. Tenint en compte la gran difusió del gènere a l'Atlàntic nord, es creu que la presència poc habitual a la Mediterrània era deguda a un cert grau d'intercanvi entre els cetacis mediterranis i atlàntics durant el Miocè.